# Yurena
María del Mar Cuena Seisdedos (Baracaldo, 11 de diciembre de 1969), originalmente conocida por su nombre artístico Tamara y posteriormente como Yurena, es una cantante, personalidad televisiva y empresaria española. Nacida y criada en Santurce, en los años noventa se formó e inició su carrera de forma independiente en Baracaldo y Portugalete. 
Yurena adquirió fama como artista en el año 2000, tras sus apariciones en el programa de televisión Crónicas marcianas. Su figura y carácter, así como el grupo de personajes televisivos surgidos en torno a ella, generaron una gran atención mediática y social, lo que dio origen al fenómeno denominado «tamarismo». Tras su paso por la televisión, la discográfica Superego se interesó por ella y, a finales del año 2000, publicó los sencillos «A por ti» y «No cambié». Esta última, compuesta por Leonardo Dantés, alcanzó el número uno en España durante diez semanas, superando a artistas consolidados. La canción recibió un disco de oro y se consolidó como el mayor éxito de la carrera de Yurena. En 2001, lanzó su álbum de debut, Superestar, que contó con producciones de músicos como Carlos Berlanga y Nacho Canut, entre otros. El disco tenía un estilo synth pop y contenía los sencillos «A por ti», «Tiembla Tamara» y «Tú vas a ser mi hombre».
En 2004, la compañía de la cantante de boleros Tamara demandó a Yurena, entonces conocida como Tamara, argumentando que su nombre artístico ya estaba en uso. Aunque Yurena obtuvo una sentencia favorable en primera instancia, la compañía denunciante finalmente ganó, y María del Mar se vio obligada a cambiar de nombre. Un año más tarde, decidió hacer una pausa temporal en su carrera musical. En 2012 volvió a la música como Yurena y publicó una serie de sencillos dance, entre los que estaban «Go» y «Around the World». Realizó una gira por Europa y Asia y en 2016 editó estos sencillos como su segundo álbum de estudio, Around the World. Posteriormente participó en programas de telerrealidad como Supervivientes y Gran Hermano Dúo y en la película televisiva Una Navidad con Samantha Hudson (2022). En 2025 se estrenó en Netflix la serie sobre su vida Superestar, dirigida por Nacho Vigalondo y producida por Javier Calvo y Javier Ambrossi, y el documental Sigo siendo la misma.

## Biografía y carrera artística

### 1969-1999: primeros años de vida e inicios de su carrera
Nació en 1969 en Baracaldo y se crio en Santurce. Es hija única de Floreal Cuena Ruiz (nacido en Palencia el 14 de marzo de 1936) y Margarita Seisdedos Santos (originaria de Villarino de los Aires, Salamanca, nacida el 22 de septiembre de 1928 y fallecida en Madrid el 22 de octubre de 2019). Su nacimiento fue prematuro. Sus padres se casaron en Cabieces, en la iglesia de San Pedro.
Su formación en canto comenzó en 1990 bajo la tutela de la profesora Concha Jiménez, especialista en la materia, en Las Arenas, donde permaneció durante tres años. Además, en paralelo a sus estudios, acudía al foniatra Balbino Rojo en Baracaldo para reeducar su voz, debido a problemas de afonía. Apenas unos meses después de comenzar su formación, preparó un repertorio de diez versiones de canciones populares. En julio de 1991, Yurena hizo su debut sobre el escenario en el pub Liberdon de Portugalete. En 1993, grabó su primer álbum con temas inéditos en los estudios Norte de Portugalete, el cual incluyó una primera versión del posteriormente popular «A por ti».

### 2000-2003: ascenso a la fama ySuperestar
Yurena, que en ese entonces era conocida como Tamara, comenzó a ganar popularidad a partir de su participación en el programa Crónicas marcianas en el año 2000, inicialmente vinculada a su relación con el vidente Paco Porras. Su figura y carácter pronto captaron una atención creciente, generando un fenómeno fan que dio lugar a la creación del término «tamarismo», asociado a una serie de personajes populares relacionados con ella. Durante sus intervenciones televisivas, Tamara interpretó varias canciones inéditas, lo que llamó la atención de una discográfica. En noviembre de 2000, lanzó con la discográfica Superego un maxisencillo que incluía los temas «A por ti» y «No cambié». Esta última, que ya había sido popularizada en sus apariciones televisivas y que fue editada en solitario y en colaboración con Leonardo Dantés, se convirtió en un fenómeno como descarga de sintonía para móviles. A pesar de ser vetada en la radiofórmula, la canción alcanzó el número uno en las listas de España, permaneciendo en esa posición durante nueve semanas, superando a artistas establecidos como Alejandro Sanz. «No cambié» obtuvo un disco de oro y se consolidó como el mayor éxito de la carrera de Yurena. Aunque su imagen estaba asociada a un fenómeno friki o kitsch, Tamara recibió el apoyo de figuras como Alaska y Silvia Superstar. En 2001, publicó su álbum debut Superestar, que contó con producciones de reconocidos músicos como Carlos Berlanga (en sus últimos trabajos antes de su fallecimiento), Nacho Canut, Joaquín Fernández de Los Nikis, Spunky y Luis Miguélez. El disco, con un estilo marcado por el synth-pop, incluyó los sencillos «A por ti» (que contó con un videoclip), «Tiembla Tamara» y «Tú vas a ser mi hombre». Ese mismo año se inauguró la exposición Tamarismo ilustrado, comisariada por Berlanga y Fabio McNamara, que exploraba el fenómeno de Tamara y su universo televisivo. Su figura se consolidó como un icono gay y, entre otras publicaciones, fue portada de la revista Zero.
En 2002, grabó los sencillos «Rumbo a Río» y «No te puedo querer», que formaron parte de su álbum Planeta Tamara, pero que permanecieron inéditos. Continuó su participación en diversos programas de televisión y revistas, además de ofrecer conciertos por diferentes localidades del país. En 2003, participó en el reality show Hotel Glam, uno de los programas más populares del momento, donde fue la sexta expulsada. En dicho programa, participó en el disco con una versión de «A quién le importa», así como en las canciones grupales «Boys Boys Boys» y «Es una lata el trabajar». A finales de ese año, lanzó con Vale Music el sencillo «Yo soy así», que sería su último tema bajo el nombre artístico de Tamara.

### 2004-2011: litigio, cambios de nombre e hiato
En 2004, la compañía musical de la cantante de boleros Tamara demandó a María del Mar, alegando que ella estaba utilizando el nombre artístico Tamara, que ya había sido registrado por la artista. Aunque María del Mar obtuvo una sentencia favorable en primera instancia, la cantante de boleros ganó finalmente el caso, lo que obligó a María del Mar a cambiar su nombre artístico. Intentó adoptarlo por Ámbar, pero este nombre también estaba registrado, por lo que optó por Yurena, un nombre que mantendría durante el resto de su carrera.
En mayo de 2005, lanzó un maxisencillo titulado «Vuelvo», que incluía dos temas y dos remezclas, siendo este su primer trabajo bajo el nombre de Yurena. Promocionó este lanzamiento con una renovada imagen, que presentó en televisiones y salas de todo el país durante 2005 y 2006. En 2006, también abrió un local en el barrio madrileño de Malasaña llamado Glam Street. En 2007, Yurena fue agredida en la Gran Vía de Madrid mientras paseaba con su madre, un hecho del que culpó a los medios de comunicación, en declaraciones realizadas en el programa A tu lado, señalando que estos habían «sembrado una mala imagen de mí». En los años siguientes, continuó siendo una figura frecuente en programas de televisión como Aquí hay tomate, TNT, ¿Dónde estás corazón?, A tu lado, El programa de Ana Rosa, Día a día y Sálvame, aunque ya sin realizar actividad musical.

### 2012-presente: regreso,Around the World, realities y serie
En 2010, Yurena reapareció en los programas Sálvame y Espejo público, anunciando su regreso a la música. Dos años más tarde, sorprendió a sus seguidores con una nueva imagen y un estilo musical más cercano al dance y el EDM. Publicó los sencillos «Everynight», «Go» y, posteriormente, «Around the World» (2014), temas que lograron entrar en el top 30 de las canciones más populares de España. Estos sencillos le permitieron realizar giras por Europa y Asia. En 2016, lanzó su segundo álbum de estudio, Around the World, que estaba compuesto principalmente por canciones publicadas desde 2012. Ese mismo año, participó en el reality show Supervivientes, donde fue la primera expulsada.
En los años siguientes, Yurena continuó publicando canciones en un estilo similar al de sus anteriores éxitos. En 2018, interpretó una versión de «Ese hombre» de Manuel Alejandro para la banda sonora de la película Puta y amada, junto al grupo Papa Topo. En los años posteriores, Yurena siguió participando en programas de televisión, como Gran Hermano Dúo (2019), Ven a cenar conmigo: Gourmet edition y la película para televisión Una Navidad con Samantha Hudson (2022). En 2025 se estrenó en Netflix la serie sobre su vida Superestar, dirigida por Nacho Vigalondo y producida por Javier Calvo y Javier Ambrossi, con Ingrid García-Jonsson interpretando el papel de Yurena. En paralelo se estrenó el documental Sigo siendo la misma.

## Discografía

### Álbumes de estudio

#### Como Tamara
- A por ti (Norte Estudios, 1993).
- Superestar (Superego, 2001).

#### Como Yurena
- Around The World (Uveefeuve, 2016).

### Sencillos

#### Como Tamara
- «A por ti» - 2000
- «No cambié» -  2000
- «Tiembla Tamara» - 2001
- «Tú vas a ser mi hombre» - (The Club Mixes) - 2001
- «Yo soy así» - 2003

#### Como Yurena
- «Vuelvo» - 2005
- «Everynight» - 2012
- «Go» - 2012
- «Forget» - 2013
- «On The Dancefloor» - 2013
- «Around The World» - 2014
- «My Life» - 2015
- «Take On Me» - 2015
- «Fine Fine» - 2016
- «Freedom» - 2017
- «Please Don't Go» - 2018
- «En Carnaval» - 2018
- «I'm Ready» - 2019
- «Maybe» - 2021

#### Colaboraciones
- «A Quién Le Importa» (en Es una lata el trabajar, del elenco de Hotel Glam) (2003).

- «Sola (con un desconocido)» (con Olé Olé, en el álbum Sin control) (2016).

- «Ese Hombre» (con Papa Topo, en la BSO de Ese Hombre) (2018).

- «Repetimos» (con Alba Soler) (2018).

- «Irresponsable» (con Terry Colls y Vicky Larraz) (2021).

- «Burguesa Arruinada» (con Samantha Hudson, Jordi Cruz y Manuela Trasobares, en la BSO de Una Navidad con Samantha Hudson) (2021).

## Filmografía

### Programas de televisión
| Año         | Programa                    | Cadena | Notas                   |
| ----------- | --------------------------- | ------ | ----------------------- |
| 2000 - 2004 | Crónicas marcianas          |        | Invitada y colaboradora |
| 2000        | Día a día                   |        | Invitada                |
| 2001 - 2004 | Tómbola                     |        | Invitada                |
| 2002        | El informal                 |        | Invitada                |
| 2003 - 2007 | A tu lado                   |        | Invitada                |
| 2004 - 2005 | Aquí hay tomate             |        | Invitada                |
| 2003 - 2011 | ¿Dónde estás corazón?       |        | Invitada                |
| 2009 - 2022 | Sálvame                     |        | Invitada y colaboradora |
| 2009 - 2023 | Deluxe                      |        | Invitada                |
| 2016        | First Dates                 |        | Invitada                |
| 2017        | Hazte un selfi              |        | Invitada                |
| 2017        | Cámbiame VIP                |        | Descartada              |
| 2018        | Volverte a ver              |        | Invitada                |
| 2022        | Los felices veinte          |        | Invitada                |
| 2023        | La última noche             |        | Invitada                |
| 2024        | ¡De viernes!                |        | Invitada                |
| 2024        | Drag Race España: All Stars |        | Invitada                |
| 2024        | Y ahora Sonsoles            |        | Invitada                |
| 2025        | Tu cara me suena            |        | Invitada                |

### Reality shows
| Año  | Programa                             | Puesto | Resultado     | Cadena |
| ---- | ------------------------------------ | ------ | ------------- | ------ |
| 2003 | Hotel Glam                           | 9.ª    | 6.ª expulsada |        |
| 2016 | Supervivientes                       | 8.ª    | 8.ª expulsada |        |
| 2019 | Gran Hermano Dúo                     | 15.ª   | 2.ª expulsada |        |
| 2021 | Ven a cenar conmigo: Gourmet edition | 2.ª    | 2.ª finalista |        |
| 2025 | Bake Off: Famosos al horno           | 11.ª   | 4.ª expulsada |        |

### Series de televisión
| Año  | Título             | Cadena | Personaje               | Notas        |
| ---- | ------------------ | ------ | ----------------------- | ------------ |
| 2002 | Nacida para sufrir |        | María Sarmiento         | 10 episodios |
| 2002 | La lechera         | Tamara | 2 episodios (Miniserie) |              |
| 2006 | Con dos tacones    |        | Yurena                  | 1 episodio   |

### Películas
| Año  | Título                          | Personaje | Notas               |
| ---- | ------------------------------- | --------- | ------------------- |
| 2007 | Chuecatown                      | Yurena    | Cameo               |
| 2018 | Puta y amada                    | Yurena    | Protagonista        |
| 2021 | Una Navidad con Samantha Hudson | Yurena    | Atresplayer Premium |

### Documentales
| Año  | Título               | Personaje | Notas   |
| ---- | -------------------- | --------- | ------- |
| 2025 | Sigo siendo la misma | Yurena    | Netflix |